# 주요 오페라 작곡가 목록
이 목록은 주요 오페라 작곡가 목록이다. 작곡가는 16세기 후반 이탈리아에서 최초의 오페라를 작곡한 야코포 페리(Jacopo Peri)부터 현대 오페라계의 주요 인물 중 한 명인 존 애덤스(John Adams)까지 다양하다.

## 주요 오페라 작곡가 목록

### 1550-1699
- 야코포 페리
- 클라우디오 몬테베르디
- 장바티스트 륄리
- 헨리 퍼셀
- 알레산드로 스카를라티
- 장필리프 라모
- 게오르크 프리드리히 헨델

### 1700-1799
- 조반니 바티스타 페르골레시
- 크리스토프 빌리발트 글루크
- 요제프 하이든
- 조반니 파이시엘로
- 앙드레 그레트리
- 도메니코 치마로사
- 볼프강 아마데우스 모차르트
- 안토니오 살리에리
- 루이지 케루비니
- 루트비히 판 베토벤
- 가스파레 스폰티니
- 다니엘 오베르
- 카를 마리아 폰 베버
- 자코모 마이어베어
- 조아키노 로시니
- 하인리히 마르슈너
- 가에타노 도니체티
- 프로멘탈 할레비

### 1800–1849
- 빈첸초 벨리니
- 엑토르 베를리오즈
- 미하일 글린카
- 마이클 윌리엄 발프
- 앙브루아즈 토마
- 조지 알렉산더 맥파렌
- 리하르트 바그너
- 주세페 베르디
- 샤를 구노
- 자크 오펜바흐
- 베드르지흐 스메타나
- 알렉산드르 보로딘
- 카미유 생상스
- 레오 들리브
- 조르주 비제
- 모데스트 무소륵스키
- 표트르 차이콥스키
- 에마뉘엘 샤브리에
- 안토닌 드보르자크
- 쥘 마스네
- 아서 설리번
- 니콜라이 림스키코르사코프

### 1850–1899
- 레오시 야나체크
- 루제로 레온카발로
- 자코모 푸치니
- 구스타브 샤르팡티에
- 클로드 드뷔시
- 피에트로 마스카니
- 리하르트 슈트라우스
- 한스 피츠너
- 아르놀트 쇤베르크
- 모리스 라벨
- 프란츠 슈레커
- 버르토크 벨러
- 이고르 스트라빈스키
- 알반 베르크
- 파울 힌데미트
- 조지 거슈윈

### 1900-현재
- 윌리엄 월튼
- 마이클 티펫
- 드미트리 쇼스타코비치
- 새뮤얼 바버
- 잔 카를로 메노티
- 벤저민 브리튼
- 한스 베르너 헨체
- 피터 맥스웰 데이비스
- 필립 글래스
- 존 애덤스 (작곡가)

## 같이 보기
- 분류:오페라 작곡가
- 분류:작곡가별 오페라
- 유명한 오페라 목록